# Saint-Beauzile
Saint-Beauzile é uma comuna francesa na região administrativa da Occitânia, no departamento de Tarn. Estende-se por uma área de 9.23 km², e possui 131 habitantes, segundo o censo de 2018, com uma densidade de 14 hab/km².